# Guion Bluford
Guion Stewart Bluford Jr., detto Guy (Filadelfia, 22 novembre 1942), è un ingegnere ed ex astronauta statunitense.

## Biografia
Dopo il diploma, ottenuto nel 1960, ha conseguito un bachelor in ingegneria aerospaziale alla Pennsylvania State University. Successivamente si è arruolato nella United States Air Force ed è diventato pilota nel gennaio 1966, partecipando alla guerra del Vietnam. Nel 1972 ha ripreso gli studi presso l'Air Force Institute of Technology, dove ha conseguito prima un master e poi un dottorato in ingegneria aerospaziale rispettivamente nel 1974 e nel 1978.
Nell'agosto 1979 è entrato alla NASA come astronauta. Nel 1983 è andato nello spazio sullo Space Shuttle Challenger partecipando alla missione STS-8; con questo volo spaziale Bluford è diventato il secondo astronauta afroamericano e il secondo astronauta di colore dopo il cubano Arnaldo Tamayo Méndez. Successivamente Bluford ha preso parte alle missioni STS-61-A nel 1985, STS-39 nel 1991 e STS-53 nel 1992. Nel corso dei suoi quattro voli, Bluford ha trascorso nello spazio 688 ore.
Congedatosi dall'U.S. Air Force con il grado di colonnello e lasciata la NASA nel 1993, Bluford è entrato alla Engineerin Services Division of NYMA a Greenbelt, Maryland, occupando il posto di vice presidente e direttore generale. Nel 2002 è diventato presidente di Aerospace Technology a Cleveland, Ohio.

## Riconoscimenti
Nel 2002 lo studioso Molefi Kete Asante ha inserito Bluford nella lista dei 100 più grandi afroamericani della storia.